# Перебудова (Черниговская область)
Перебудо́ва (укр. Перебудова) — село в Нежинском районе Черниговской области Украины. Население 438 человек. Занимает площадь 1,709 км².
Код КОАТУУ: 7423387101. Почтовый индекс: 16650. Телефонный код: +380 4631.

## Власть
Орган местного самоуправления — Перебудовский сельский совет. Почтовый адрес: 16650, Черниговская обл., Нежинский р-н, с. Перебудова, ул. 1-го Мая, 8а.